# エリザベス・スウェイニー
- エリザベス・シュワネイ

エリザベス・スウェイニー（英語: Elizabeth Swaney、1984年7月30日 - ）は、アメリカ合衆国出身でハンガリーのフリースタイルスキー選手。2018年平昌オリンピックにハンガリー代表として女子ハーフパイプに出場した。

## 経歴
アメリカ合衆国出身。2007年にカリフォルニア大学バークレー校を卒業、ハーバード大学で修士号を取得。ソフトウェアエンジニアのリクルーターとしてシリコンバレーで勤務していた。
オリンピックに出場することが子供の頃からの夢であり、彼女の母親の出身国であるベネズエラ代表としてスケルトンで出場したこともある。前回2014年ソチオリンピックから採用され、選手層が薄いことに目をつけてハーフパイプを選択したが、米国は競技人口が多く、出場資格を得ることが難しいと判断、祖父母の母国であるハンガリーの市民権を得て、同国の代表となった。オリンピック出場資格の基準（ワールドカップで30位以内等）となる大会で出場者が少ない多数の大会に出場し、基礎的な滑走のみを行うことを繰り返し、中国で行われた大会にて出場者15人中13位の成績を収めた。2018年平昌オリンピックでは、最低限の滑走のみをこなし、予選最下位で敗退したため、議論を呼んだ。